# Heinrich Laakmann (Geistlicher)
Heinrich Laakmann (* 6. Oktober 1840 in Mehr, Kreis Rees; † 1. Dezember 1924 in Hamborn) war ein deutscher katholischer Geistlicher.

## Leben
Als Schüler besuchte Laakmann das Internat Collegium Augustinianum Gaesdonck. Anschließend absolvierte er an der Universität Münster ein Studium der Theologie und wurde am 3. August 1867 zum Priester geweiht. Nach weiteren Studien in Paderborn wurde er in Freiburg zum Dr. theol. promoviert. Anschließend erhielt er die Stelle als Kaplan in Waldniel, wo er zugleich Rektor der höheren Schule war. Gemeinsam mit Pfarrer Anton Mömken war er am Bau der Kirche St. Matthias beteiligt. Zum Juli 1891 wurde er Pfarrer in Tönisberg, wo er in kurzer Zeit durch Briefe und Sammlungen Geld für einen Kirchenbau einwarb und 1895 den Neubau der Pfarrkirche St. Antonius ermöglichte. Ein Jahr später war auch das neue Pfarrhaus beziehbar.
Noch vor der Tönisberger Kirchweihe wurde er am 18. Januar 1896 nach Hamborn an die Kirche St. Johann versetzt. Die Gemeinde wuchs durch die Industrialisierung während seiner Zeit dort von 10.000 auf 90.000  Mitglieder und wurde in sieben Pfarren und zwei Rektorate geteilt; Laakmann wurde zum Dechanten des Dekanats Hamborn ernannt. Auf dem Gelände der alten Abtei erreichte er 1905 die Einrichtung eines Lyzeums als Höhere Schule für Mädchen, das heutige bischöfliche Abtei-Gymnasium. Gleichfalls vergrößerte er mehrfach das benachbarte Johannes-Hospital. 
Er verstarb in diesem Johannes-Hospital im Alter von 84 Jahren und wurde im Kreuzgang der Kirche beerdigt.

## Ehrungen
Zu Lebzeiten erhielt er verschiedene Ehrungen zum Ehrendomherr, Päpstlichen Ehrenkämmerer sowie das Kreuz Pro Ecclesia et Pontifice. Später wurden in Hamborn und Tönisberg Straßen in der Nähe seiner Kirchen nach ihm benannt.